# بيدرو دي آبرو
بيدرو دي آبرو هو شخصية أعمال برازيلي، ولد في 14 يوليو 1989 في برازيليا في البرازيل.